# Carsten Mahnecke
Carsten Mahnecke (* 12. Februar 1976) ist ein ehemaliger deutscher Handballspieler.
Mahnecke begann beim Lauenburger SV. Nachdem er beim A-Jugend-Regionalligisten TuS Aumühle/Wohltorf gespielt hatte, wechselte er 1995 zum THW Kiel. Für den THW absolvierte er insgesamt vier Bundesligaspiele und ein Europapokalspiel. Er erzielte am 6. Januar 1996 seinen einzigen Bundesligatreffer gegen den HSV Düsseldorf. Mahnecke spielte ab 1997 für den TSV Altenholz, mit dem er acht Jahre in der 2. Bundesliga antrat. Zwischen 2006 und 2012 war er als Spielertrainer bei der Herrenmannschaft vom Lauenburger SV tätig. Ab der Saison 2015/16 trainierte er die Damenmannschaft vom Lauenburger SV. Nach der Saison 2018/19 beendete Mahnecke diese Tätigkeit. Ein Jahr später übernahm Mahnecke die Herrenmannschaft vom Lauenburger SV, die in der Landesliga antraten.